# Gagrella punctata
Gagrella punctata is een hooiwagen uit de familie Sclerosomatidae.